# Lợn nhà
Lợn nhà (theo phương ngữ Miền Bắc) hay heo nhà (theo phương ngữ Miền Trung, Miền Nam) là một giống loài được thuần hóa từ loài lợn rừng, được chăn nuôi để cung cấp thịt. Hầu hết lợn nhà có lớp lông mỏng trên bề mặt da. Lợn nhà thường được cho rằng là một phân loài từ tổ tiên hoang dã của chúng là lợn rừng, trong trường hợp này chúng được đặt tên sinh học là Sus scrofa domesticus. Một số nhà phân loại học cho rằng lợn nhà là một loài riêng và gọi tên chúng là Sus domesticus, và lợn rừng là S. scrofa. Lợn rừng đã quần hợp với con người cách đây 13.000–12.700 năm. Những con lợn nhà thoát khỏi nơi nuôi dưỡng đã trở về với cuộc sống hoang dã ở một số nơi trên thế giới (ví dụ, New Zealand) và gây ra một số hiểm họa môi trường như là loài gây hại.

## Nguồn gốc

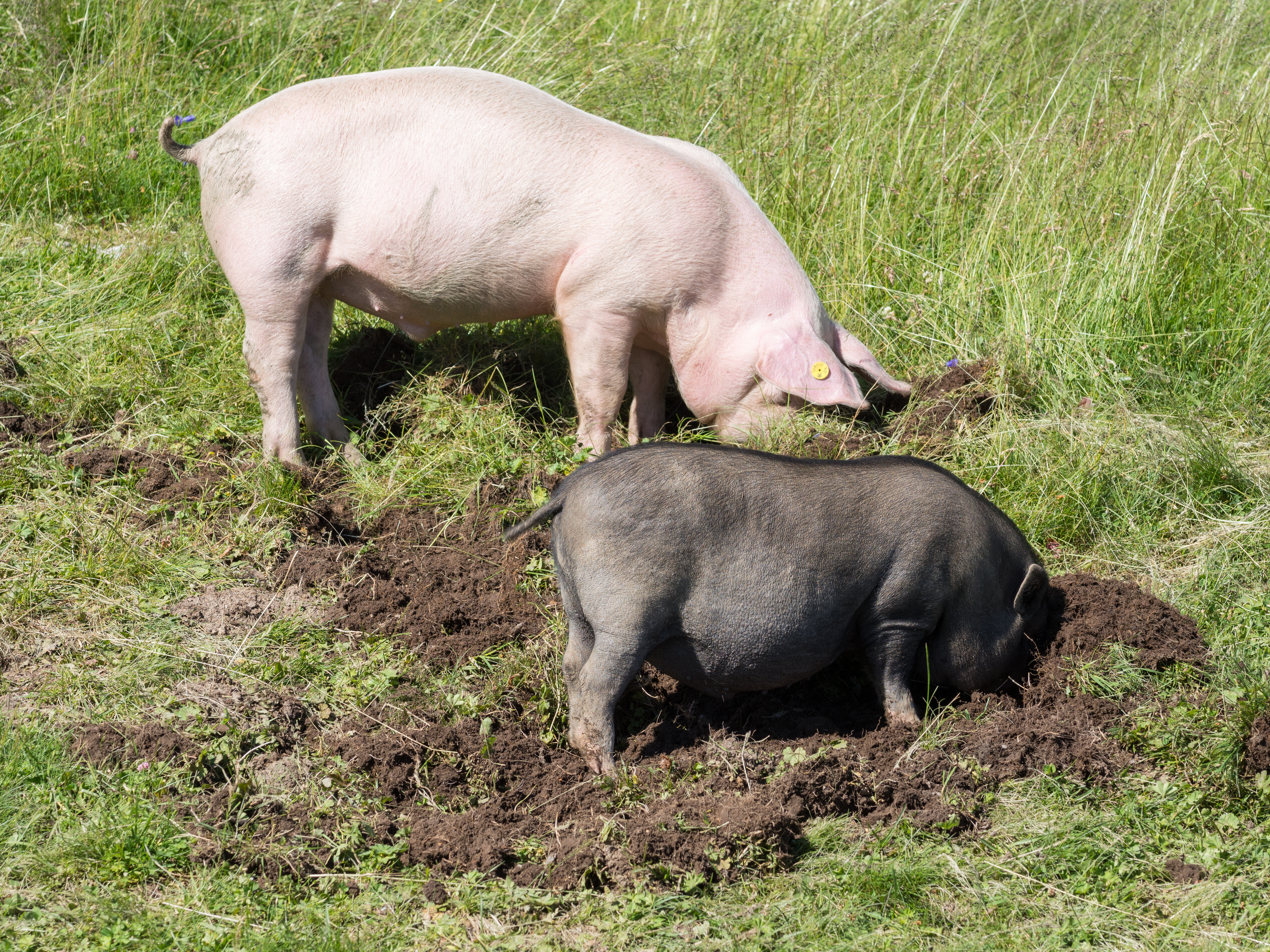
Hai con heo đang ủi đất kiếm ăn, ủi vục mõm để tìm thức ăn là tập tính thường thấy của lợn

## Tên gọi

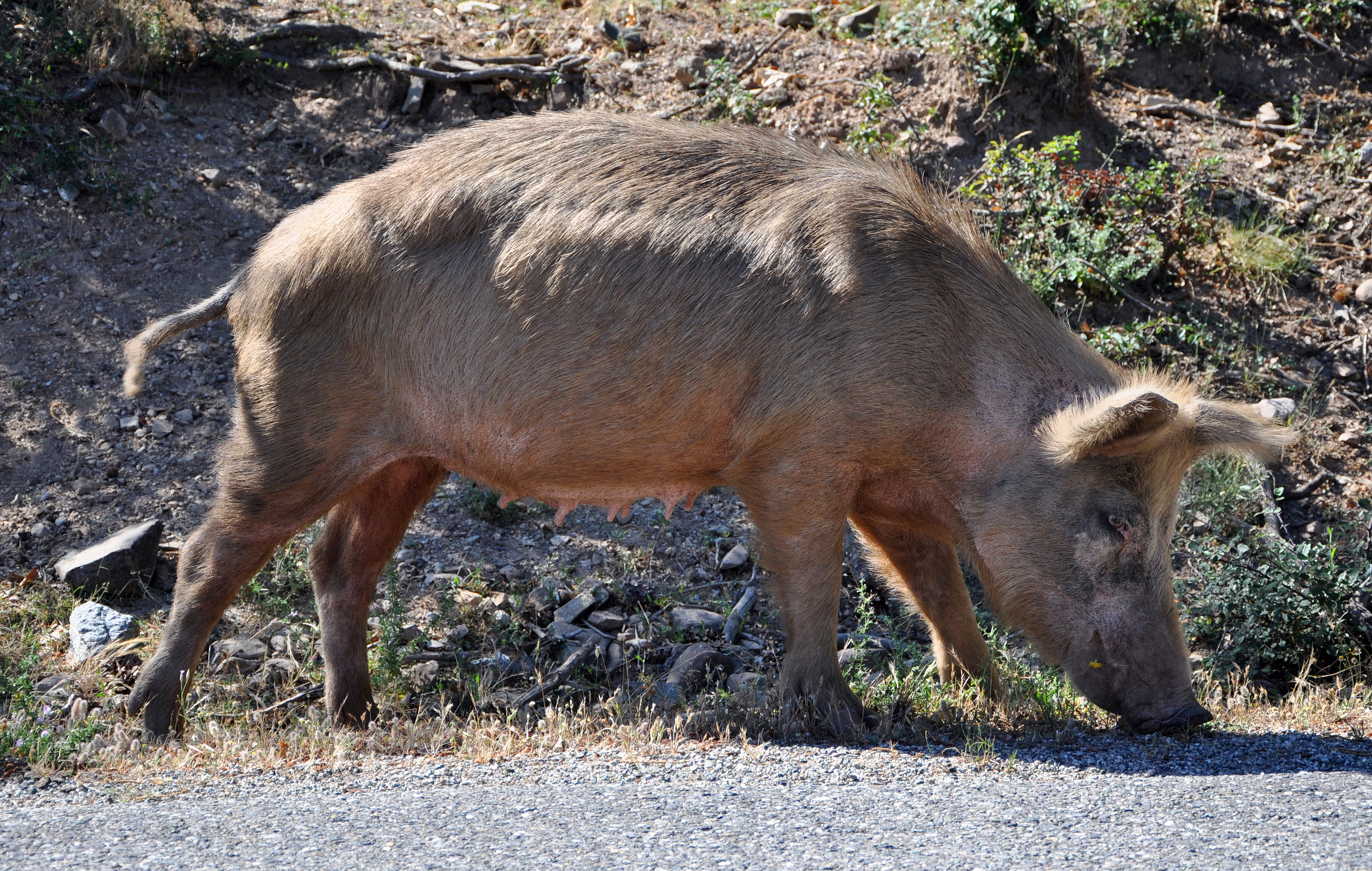
Một con lợn cái được thả rông

## Phân loại
Lợn thuần hóa hầu hết được xem là một phân loài của loài tổ tiên hoang dã của chúng, Sus scrofa theo Carl Linnaeus năm 1758, nên trong trường hợp này nó có tên chính thức là Sus scrofa domesticus.  Năm 1777, Johann Christian Polycarp Erxleben xếp lợn thuần hóa là một loài độc lập với loài hoang dã, và được đặt tên là Sus domesticus, hiện vẫn được một số nhà phân loại học sử dụng.